# El creador (cortometraje)
El Creador cortometraje dirigido en el año 2007 por Martín Pizarro, basándose en un guion escrito por él mismo, para posteriormente en la etapa de filmación, improvisar. 
Se exhibió por primera vez en el certamen del 11º Festival Internacional de Cortometrajes On - line, en el 2007 quien lo nominó por Mejor Cinematografía (junto a su hermana Antonia), Mejor Dirección de Arte y Mejor guion original, posteriormente es nominado en el II Festival de cine de las ideas por "Mejor Cortometraje Aficionado" llegando a competir con prestigiosos autores.
- Datos: Q5824511